# Teucrium balthazaris
Teucrium balthazaris là một loài thực vật có hoa thuộc họ Lamiaceae.
Loài này chỉ có ở Tây Ban Nha.
Môi trường sống tự nhiên của chúng là thảm cây bụi kiểu Địa Trung Hải.
Chúng hiện đang bị đe dọa vì mất môi trường sống.